# Vertical Limit
Vertical Limit er en amerikansk action-eventyrfilm, der havde premiere i 2001. Filmen er instrueret af Martin Campbell og hovedrollen spilles af Chris O'Donnell.

## Handling
Filmen handler om et hold bjegklatrere, der skal bestige bjerget K2. Holdet ledes af en miliardær. Klattringen mislykkeds da en lavine skabes og nogen omkommer. De overlevende forsøger derefter at redde sig selv ned fra bjerget.

## Medvirkende
- Chris O'Donnell – Peter Garrett
- Robin Tunney – Annie Garrett
- Stuart Wilson – Royce Garrett
- Temuera Morrison – Major Rasul
- Nicholas Lea – Tom McLaren
- Scott Glenn – Montgomery Wick
- Izabella Scorupco – Monique Aubertine
- Ben Mendelsohn – Malcolm Bench
- Steve Le Marquand – Cyril Bench
- Bill Paxton – Elliot Vaughn
- Alexander Siddig – Kareem